# Maestro (betaalkaart)

Maestro-logo sinds 2016

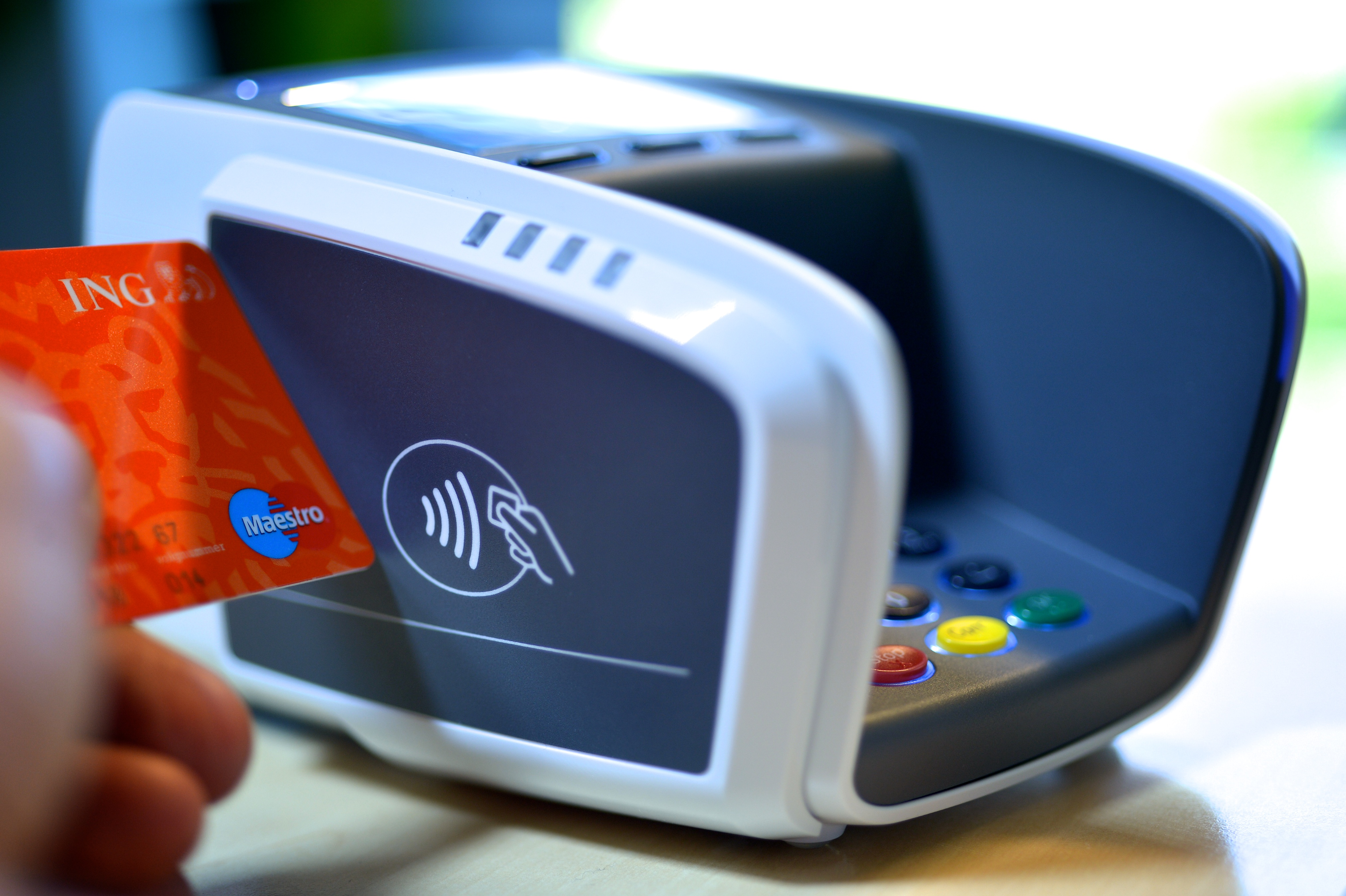
ING betaalkaart met oud Maestro-logo.

Maestro is een multinationale debetkaartdienst die opgericht werd in 1990 en eigendom is van Mastercard. Maestro-kaarten kunnen verkregen worden van aangesloten banken en kunnen ofwel gekoppeld zijn aan de bankrekening van de kaarthouder ofwel verstrekt worden als prepaidkaarten (vooruitbetaalde kaarten).
Om te betalen presenteert de kaarthouder de betaalkaart bij de kassa en deze wordt dan ofwel door de terminal gehaald door de verkoper, of door de klant ingevoegd in een betaalautomaat. De betaling wordt dan eerst geautoriseerd door de kaartuitgever om te controleren of de kaarthouder voldoende saldo op de betreffende bankrekening heeft. De kaarthouder bevestigt de betaling door (mede afhankelijk van het land waarin de transactie plaatsvindt) hetzij de ondertekening van de aankoopbon of het invoeren van de 4- tot 6-cijferige pincode (pinnen). Een geldopname werkt op vergelijkbare wijze, zij het dat bij geldautomaten aan de straat alleen de pincode gebruikt kan worden voor autorisatie door de klant.
In sommige landen is ondertekening maar geen elektronische autorisatie benodigd. In de meeste landen vereist Maestro elektronische autorisatie. Dit houdt in dat er informatie opgeslagen moet zijn op de chip of de magneetstrip op een kaart om gelezen te worden, vervolgens wordt dit van het verkooppunt naar de kaartuitgevende bank gestuurd die hierop moet reageren met een bevestigende autorisatie. Indien de informatie niet van de kaart gelezen kan worden, wordt de transactie afgewezen, ongeacht het beschikbare bedrag op de verbonden bankrekening. Dit is anders dan andere debet- en kredietkaarten, waar de informatie met de hand ingevoerd kan worden in de terminal (door het intypen op de terminal van het kaartnummer en de vervaldatum) en nog steeds kan worden goedgekeurd.
Maestro wordt geaccepteerd op ongeveer 15 miljoen verkooppunten, doorgaans aangegeven met het Maestro-logo. Onder meer in Nederland wordt Maestro bij alle geld- en betaalautomaten geaccepteerd. Op 20 oktober 2021 heeft Mastercard aangekondigd om vanaf 1 juli 2023 te beginnen met het geleidelijk opheffen van het Maestro-netwerk. Na deze datum zullen banken niet langer de mogelijkheid hebben nieuwe kaarten op het Maestro-netwerk uit te geven. Voor bestaande kaarten zal het netwerk ook na 1 juli voorlopig nog blijven werken. Verwacht wordt dat banken zullen overgaan op uitgifte van Debit Mastercard of Visa Debit.

## Van magneetstrip naar chip
Sinds 2005 wordt de magneetstrip vervangen door de EMV-chip op de kaarten voor de veiligheid van betalingen en het reduceren van de kans op fraude, zoals door skimming. Ook alle betaalautomaten worden vervangen zodat zij de EMV-chip kunnen accepteren.
Omdat het buiten Europa nog voorkomt dat de apparatuur de chip niet kan lezen, en daarom de magneetkaartgegevens worden geaccepteerd, schakelen veel banken het gebruik buiten Europa standaard uit, zodat onnodige risico's van fraude vermeden worden. De klant die de kaart buiten Europa wil gebruiken kan dat aanvragen. 